# 千手の前

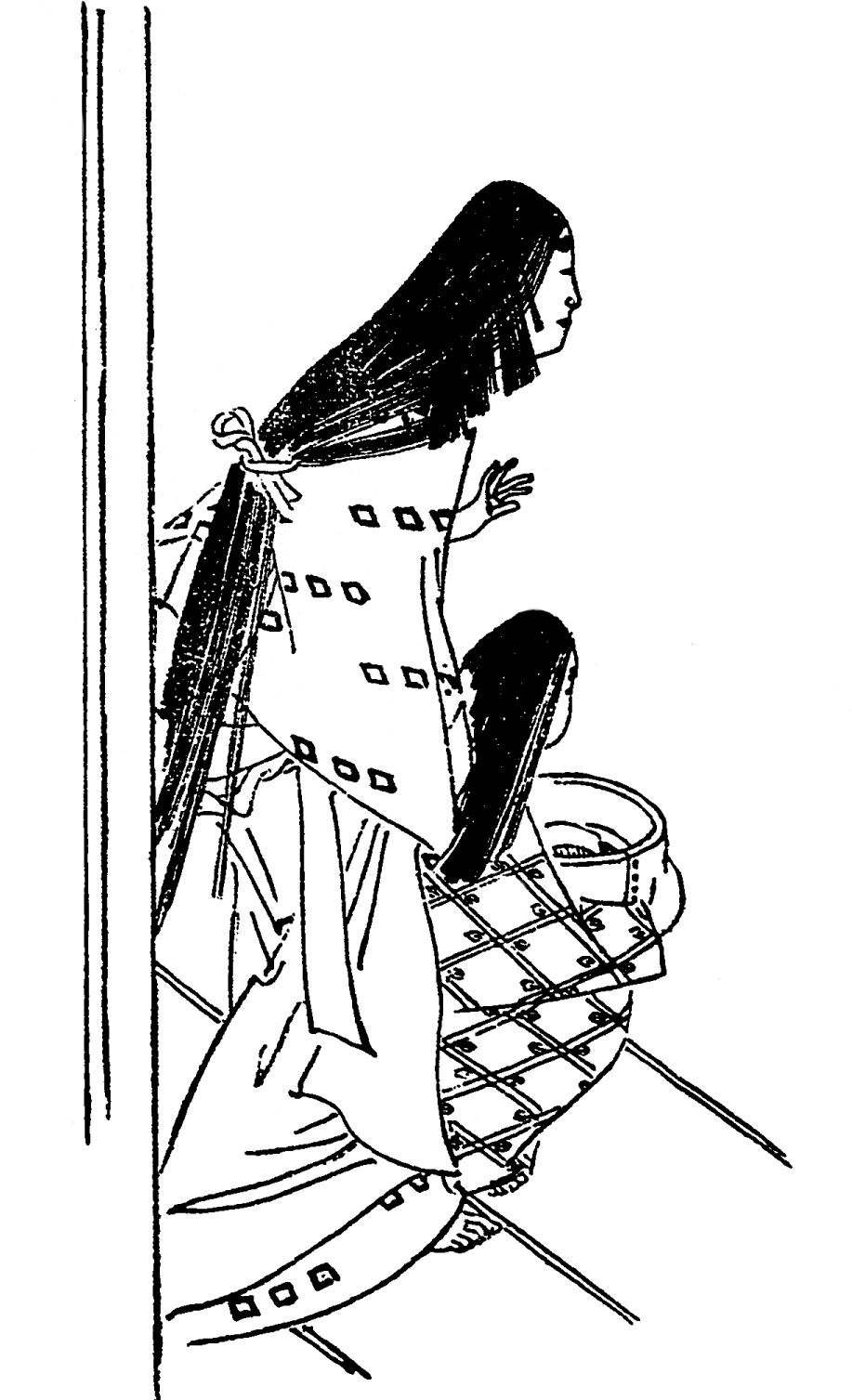
千手の前／江戸時代『前賢故実』より。画：菊池容斎

千手の前（せんじゅのまえ、永万元年（1165年） - 文治4年4月25日（1188年5月23日））は平安時代末期の女性。『平家物語』によると駿河国手越長者の娘。ただし『平家物語』や『吾妻鏡』は捏造部分も多いため実在については怪しまれている。

## 生涯
千手は源頼朝の官女となり、後に北条政子付きの女房となった。温和な性格の女性だった。
寿永3年（1184年）3月27日、一ノ谷の戦いで捕虜になった平重衡が伊豆国府に到着した。
重衡は平清盛の五男で正三位中将の位を持つ貴人であるが、治承4年（1180年）に南都（奈良）へ攻め込み興福寺、東大寺を焼き尽くした南都焼討を行った大将であった。
翌28日、重衡と対面した頼朝が「院（後白河法皇）の怒りを慰めるため、また亡き父（源義朝）の仇を討つために挙兵し、平氏を退治でき、こうして貴方と対面できたことは喜ばしいことだ。いずれは宗盛殿とも対面できるでしょう」と言うと、重衡は「そもそも源平は共に朝廷を守護する者であった。ところが近年は平家のみが朝廷を守護することになり、20余年の栄華を極めたるに、今は運尽きてこうして捕えられました。武家である以上は敵の手にかかって命を落とすのは恥ではない。すぐにこの首をはねていただきたい」と堂々と言い放った。
頼朝は重衡の器量に感服して丁重に遇することとし、狩野宗茂（茂光の子）に預けることになった。4月8日に重衡は鎌倉に移され、御所内に一室を与えられた。
4月20日、沐浴を許され、夜になると頼朝のはからいで藤原邦通、工藤祐経（宗茂の従兄弟）そして官女の千手が遣わされ、徒然を慰めるために宴が催された。祐経が鼓を打ち、千手が琵琶を弾き、重衡が横笛を吹いた。雅楽の「五常楽」を吹くと、重衡は「自分は解官された身だから後生楽と云うのだ」と洒落た。また、「皇しょう急」を吹くと「往生急（往生（死）を急ぐ）のだ」と興じた。夜が更けて、千手たちが帰ろうとすると、重衡はこれを引き留めて盃を進めさせ、朗詠し、漢楚の故事をひいて「燭が暗くなるのは虞美人（項羽の妻）の涙、夜が更けるのは四面楚歌の声さ」と言った。
翌日、邦道は頼朝に宴の様子を「芸能、言動ともにとても優れた方でした」と報告した。頼朝は世間体を憚って宴に同席しなかったのを悔いた。頼朝は千手を重衡のもとへ遣いさせ、祐経に「田舎の女もよいものですよ」と伝えさせた。こうして、千手は虜囚の重衡に仕えることになった。
重衡と千手との生活は長くは続かず、壇ノ浦の戦いで平家が滅亡した後の元暦2年（1185年）6月9日、重衡は南都大衆の強い要求により、引き渡されることになり鎌倉を去った。同月23日、重衡は木津川にて斬首された。
その3年後の文治4年（1188年）4月22日、政子の女房として仕えていた千手は失神し、しばらくして蘇生するが、3日後の25日にわずか24歳で死去した。鎌倉の人々は千手が亡き重衡を朝夕恋慕し、その嘆きが積み重なって病になったのだろうと噂した（『吾妻鏡』）。
『平家物語』では、千手は出家して信濃国善光寺に入り、重衡の菩提を弔っている。
鎌倉での重衡と千手との関わりは『平家物語』の一節になっており、これをもとに能の演目に重衡と千手の一夜を描く『千手』がある。また、静岡市駿河区手越の少将井神社には千手の像がある。